# Johann Andreas Schmeller
Johann Andreas Schmeller (Tirschenreuth, 6 agosto 1785 – Monaco di Baviera, 27 settembre 1852) è stato un linguista tedesco, redattore, dal 1827 al 1837, del Dizionario bavarese (Bayerisches Wörterbuch) in quattro volumi.

## Biografia
Padre della dialettologia tedesca, svolse un'intensa attività come glottologo germanista, studiando in particolare il materiale antico della Biblioteca Nazionale Bavarese. A lui si deve anche l'introduzione del termine Carmina Burana in occasione della prima pubblicazione del manoscritto, da lui scoperto negli archivi della Biblioteca di Monaco.
Divenne nel 1827 professore all'Accademia Militare di Monaco, nel 1828 professore straordinario di letteratura tedesca antica all'Università di Monaco, dal 1840 fu anche conservatore bibliotecario e custode dell'allora biblioteca di Corte, oggi Biblioteca di Stato, dove catalogò in particolare manoscritti medievali, scritti in alto tedesco, tra i quali il summenzionato Codice con il testo dell'opera musicata da Karl Orff, e sviluppò un particolare sistema di catalogazione dei manoscritti ancora oggi in uso.
Affiancò all'attività di catalogazione e di studio dei testi dell'antico tedesco, l'attività di ricerca linguistica sul campo, per la quale dal 1833 al 1844 compì alcuni viaggi nelle isole linguistiche cimbre dell'Altopiano di Lavarone, dei Sette Comuni nel Vicentino e dei Tredici Comuni nel Veronese, dove per primo riconobbe la stretta parentela tra il dialetto cimbro e il bavarese del XII e XIII secolo, attività di ricerca che pubblicò nell'opera Über die sogenannten Cimbern der VII und XIII Communen auf den Venedischen Alpen und ihre Sprache ("Sui cosiddetti cimbri dei Sette e dei Tredici comuni delle Alpi Venete e la loro lingua") stampata in tedesco nel 1838, e tradotto per la prima volta in italiano nel 2020, mentre il Cimbrisches Worterbuch venne stampato postumo nel 1855 a cura di J.Bergmann.